# 507 př. n. l.

## Události
- Kleisthenés přebírá vládu nad Athénami a zavádí nové reformy.

## Narození
- Lu Pan, čínský vynálezce, filozof a státník Období Jar a podzimů († 440 př. n. l.)

## Úmrtí
- Sudharmaswami, indický náboženský vůdce (*607 př. n. l.)

## Hlavy států
- Perská říše – Dareios I. (522–486 př. n. l.)
- Egypt – Dareios I. (522–486 př. n. l.)
- Sparta – Kleomenés I. (520–490 př. n. l.)
- Kartágo – Hamilkar I. (510–480 př. n. l.)